# Stamford Bridge (East Riding of Yorkshire)
Stamford Bridge è un villaggio e parrocchia civile dell'Inghilterra, appartenente alla contea di East Riding of Yorkshire.
È noto soprattutto perché vi si combatté nel 1066 la battaglia, fra i Norvegesi guidati da Harald Hardraade e gli anglosassoni guidati da Aroldo II d'Inghilterra, che convenzionalmente chiude la cosiddetta "epoca vichinga".